# Curt Biegler
Curt Biegler (* 27. November 1911 in Pfeddersheim; † 14. April 2000 in Mainz) war ein deutscher Theologe und Politiker (SPD).

## Leben und Beruf
Nach dem Besuch der Volksschule und dem Abitur am humanistischen Gymnasium in Worms studierte Biegler evangelische Theologie an den Universitäten in Tübingen und Gießen. Er trat zum 1. April 1933 der NSDAP bei (Mitgliedsnummer 1.693.773). Er legte 1935 das erste theologische Staatsexamen ab, besuchte das Priesterseminar in Friedberg und beendete sein Studium 1937 mit dem zweiten theologischen Staatsexamen.
Anschließend war er als Vikar an der Marktkirche zu Wiesbaden und bis 1940 als Pfarrassistent und Pfarrverwalter in Worms tätig. Von 1940 bis 1951 wirkte er als Pfarrer in Alzey und anschließend als Pfarrer in Sprendlingen.

## Abgeordneter
Biegler war seit 1956 Kreistagsmitglied des Kreises Bingen. Bei der Bundestagswahl 1961 wurde er über die Landesliste der SPD in Rheinland-Pfalz in den Deutschen Bundestag gewählt, dem er bis 1965 angehörte.